# Dumitru Ciubașenco
Dumitru Ciubașenco (n. 14 august 1963, Chișinău, RSS Moldovenească, astăzi Republica Moldova) este un jurnalist din Republica Moldova, candidatul partidului politic „Partidul Nostru” la alegerile prezidențiale din 30 octombrie 2016.

## Biografie
Dumitru Ciubașenco s-a născut pe 14 august 1963 la Chișinău, în familia lui Alexei și Valentina Ciubașenco. În anul 1980 s-a înmatriculat la Facultatea de Jurnalism a Universității de Stat din Chișinău, iar în 1982 s-a transferat la Universitatea de Stat din Moscova „M.V. Lomonosov”, pe care a absolvit-o în anul 1985.
După absolvirea Universității și până în prezent activează în domeniul jurnalistic. În perioada sovietică a activat în cadrul agențiilor de presă ATEM/TASS, APN/RIA, iar după prăbușirea URSS a devenit fondator și vicedirector al agenției de presă „Infotag”, fondator și redactor-șef al ziarului „Republica”, „Modavschie vedomosti”, „Panorama”. 
De două ori a candidat la funcția de deputat în Parlamentul Republicii Moldova (la alegerile parlamentare din 29 iulie 2009 pe listele Partidului Liberal Democrat din Moldova, iar la alegerile din 28 noiembrie 2010 din partea Partidului Umanist din Moldova).
Este căsătorit, are un copil.

## Distincții și decorații
- Ordinul Republicii (2009)[1]